# Journée de la musique à domicile
La journée de la musique à domicile est consacrée à la musique personnelle et collective dans le cadre d'un concert privé. Cette journée a lieu à l'échelle nationale le 22 novembre.

## Origine
À l'origine, le 22 novembre est le jour du Mémorial et de la Fête de la sainte Cécile de Rome (*vers 200 ap. JC à Rome; †  230 ibid.), la sainte patronne de la musique d'église.
En Allemagne, la journée de la musique à domicile a lieu depuis 1932. Elle a été proclamée à plusieurs reprises par Dagmar Sikorski, Présidente de l' Association allemande des Éditeurs de musique. (DMV). Il est surtout commun de jouer de la musique dans un environnement familial et de voisinage et vise à motiver les gens à jouer de la musique eux-mêmes. Le 22 novembre pour la journée des concerts à domicile, de nombreux musiciens et écoles de musique célèbrent ce jour avec de petits concerts privés dans toute l'Allemagne.
En 1954, l'Église catholique a également proclamé le jour de Cecilia comme le jour de la musique (à domicile). Dans de nombreux pays catholiques le 22 novembre est donc célébré comme la journée internationale des musiciens. Ainsi on trouve en Espagne, Amérique du Sud (ex: Argentine, Chili, République Dominicaine, Mexique, Pérou, Venezuela) et dans de nombreux autres pays des concerts de musique en l'honneur des musiciens.

## Les concerts à domicile aujourd'hui
Déjà au Moyen Âge, les chants divers étaient transmis oralement de géneration en géneration. Plus tard, se sont développés les premières notes de musique pour les concerts à domicile. Aux XVIIIe et XIXe siècles, la musique à domicile était fermement ancrée dans la vie quotidienne des familles, en particulier dans la haute bourgeoisie. Les leçons de piano et de chants étaient parmi les normes éducatives de base pour les filles de bonne famille. Dès l'invention des appareils de musique et des phonogrammes, l'importance sociale des concerts à domicile a fortement diminué. De nos jours, cette pratique est presque tombée dans l'oubli et se limite généralement aux chants communs des chansons d'anniversaire et de Noël. Cependant, de nouveaux formats tels que des concerts de salon et des plateformes telles que SofaConcerts ravivent la pratique des concerts à domicile pour les musiciens en organisant des concerts privés sous une nouvelle forme.
En 2014, l'initiative du réseau "Musikland Niedersachsen" a  proclamé la date du 22 novembre : la journée de la musique à domicile. Ainsi, l'ensemble des habitants sont invités à célébrer cette journée en ouvrant leur maison et salon aux musiciens et à la musique faite maison.

## Liens
- Musikland Niedersachsen
- Journée de la musique à domicile en basse-saxe
- Journée de la musique à domicile
- SofaConcerts  Une plateforme internationale pour des concerts à domicile et non conventionnels.